# 29353 Ману
29353 Ману (29353 Manu) — астероїд головного поясу, відкритий 19 липня 1995 року.
Тіссеранів параметр щодо Юпітера — 3,226.